# Miguel Ángel Paniagua Núñez
Miguel Ángel Paniagua Núñez (Palencia, 2 de septiembre de 1964) es un político español, diputado por Palencia en el Congreso durante las XI, XII y la XIV legislaturas.

## Biografía
Licenciado en Ciencias Económicas y Empresariales por la Universidad de Valladolid y Executive MBA por la Escuela Europea de Negocios. Ha trabajado 18 años en el sector bancario, siete años como agente de banca privada y asesor financiero de empresas y dos años como secretario de comunicación del sindicato CSICA-CE.
Es miembro del Comité Ejecutivo Provincial y coordinador del Comité de Participación del Partido Popular de Palencia. En 2015 formó parte de la lista del PP por Palencia al Congreso; fue elegido diputado y reelegido en 2016. En la XIII legislatura con el adelanto electoral por parte del gobierno de Pedro Sánchez, Paniagua fue en el puesto número dos en las listas electorales de Palencia y no logra conseguir su escaño en el congreso, pero con la repetición electoral, en noviembre de 2019, Paniagua consigue el escaño por la XIV legislatura donde ejerció como Portavoz de la Comisión de Tribunal de Cuentas, consiguiendo de nuevo su escaño para la XV legislatura en las elecciones de Julio de 2023